# Plans autisme en France

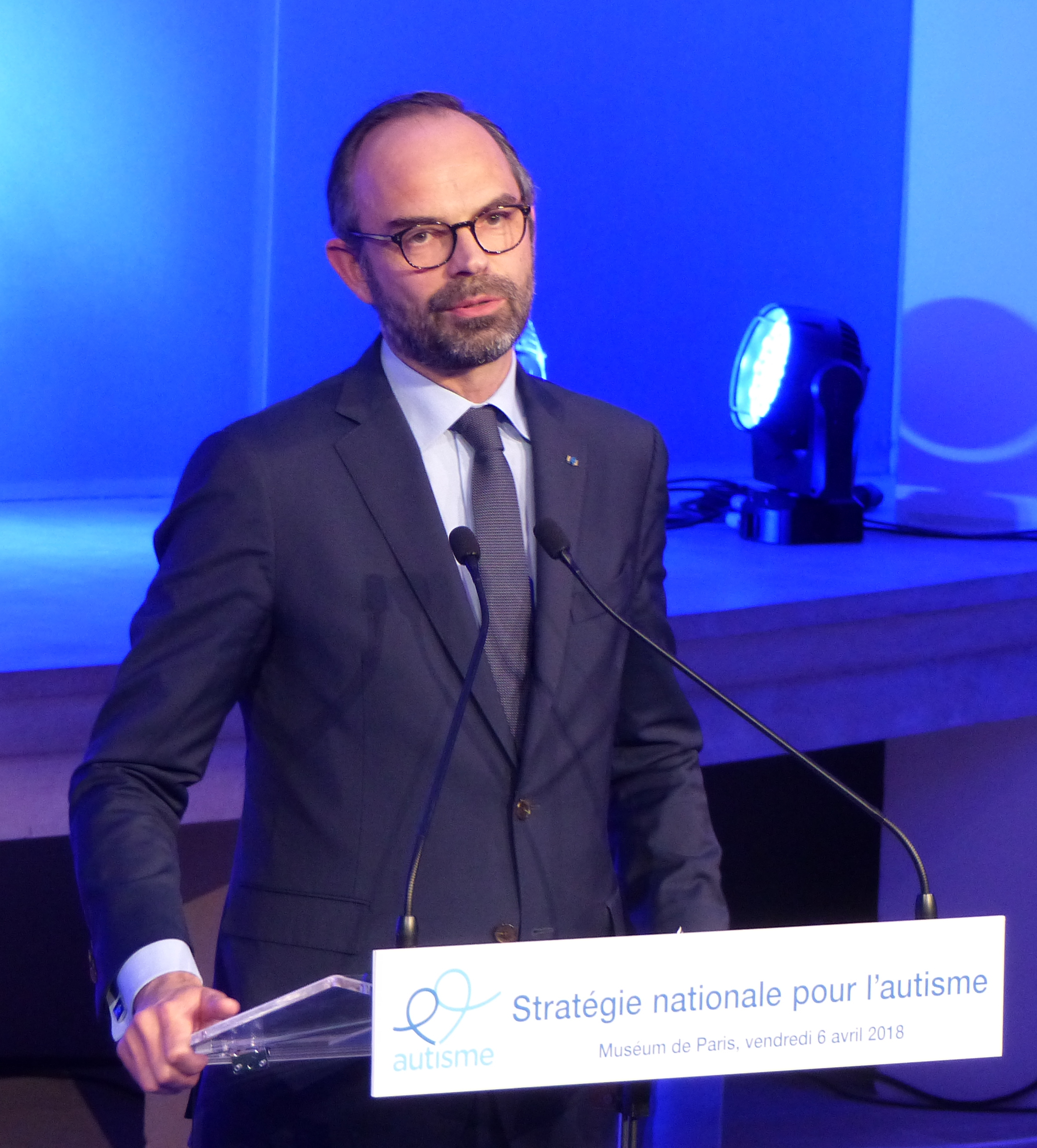
Édouard Philippe, premier ministre de la France, lors du lancement du 4e plan autisme (ou stratégie autisme) le 6 avril 2018.

Les plans autisme en France sont des programmes comportant un ensemble de mesures définies et financées par le gouvernement français pour améliorer l'accompagnement des personnes autistes et de leur famille. Depuis 2005, ces plans sont au nombre de quatre. Leur champ d'application est au niveau national. Le premier plan autisme a été mis en application de 2005 à 2007, le second de 2008 à 2010, le troisième de 2013 à 2017, le quatrième sera appliqué de 2018 à 2022. Ces plans ont permis la création d'un Centre Ressources Autisme par région française. 
Les premiers plans autisme s'inscrivaient dans un contexte d'opposition entre parents et professionnels de santé, en particulier autour de la place de la psychanalyse. Il s'agit maintenant davantage d'un partenariat entre parents et professionnels. 

## Prémisses
En réalité, la première intervention française d'État dans le domaine de l'autisme a été lancée en 2001, mais ce premier véritable plan autisme n'est jamais comptabilisé parmi les plans officiels.
Le lancement du premier plan autisme est une conséquence de la première condamnation européenne de la France, pour non-respect des droits des personnes autistes. Ces mesures sont destinées à combler le retard de la France en matière d'accompagnement dans l'autisme, par rapport à ses voisins européens.
Une circulaire interministérielle demande, en mars 2005, une évaluation quantitative et qualitative de la politique concernant les personnes autistes (ou avec TED), afin d'établir un état des lieux et de définir les réponses à apporter, notamment en ce qui concerne la création des Centres Ressources Autisme. Elle en fait une « priorité de santé publique comme de l’action médico-sociale ».

## Historique

### Premier plan Autisme (2005-2007)
Le premier plan autisme, intitulé « Un nouvel élan pour l'autisme », est lancé en 2005. Il permet la création d'un Centre Ressources Autisme (CRA) par région française, dont l'objectif est d'aider et d'accompagner les personnes autistes et leurs parents. Il propose une amélioration de la formation des professionnels, et davantage de places en institution spécialisée. Ce plan préconise d'augmenter la scolarisation des enfants autistes en milieu ordinaire, grâce à une amélioration de la formation des parents, des familles et des enseignants.
Le premier Plan Autisme initie :
- une disponibilité en établissement adapté aux personnes autistes ;
- la création d'un Centre Ressources Autisme au niveau régional ;
- un ensemble de recommandations en matière de dépistage et de diagnostic.

#### Avis du comité consultatif national d'éthique en 2007
« Une société incapable de reconnaître la dignité et la souffrance de la personne, enfant, adolescent ou adulte, la plus vulnérable et la plus démunie, et qui la retranche de la collectivité en raison même de son extrême vulnérabilité, est une société qui perd son humanité »

— Conclusion du rapport du CCNE, 8 novembre 2007,.

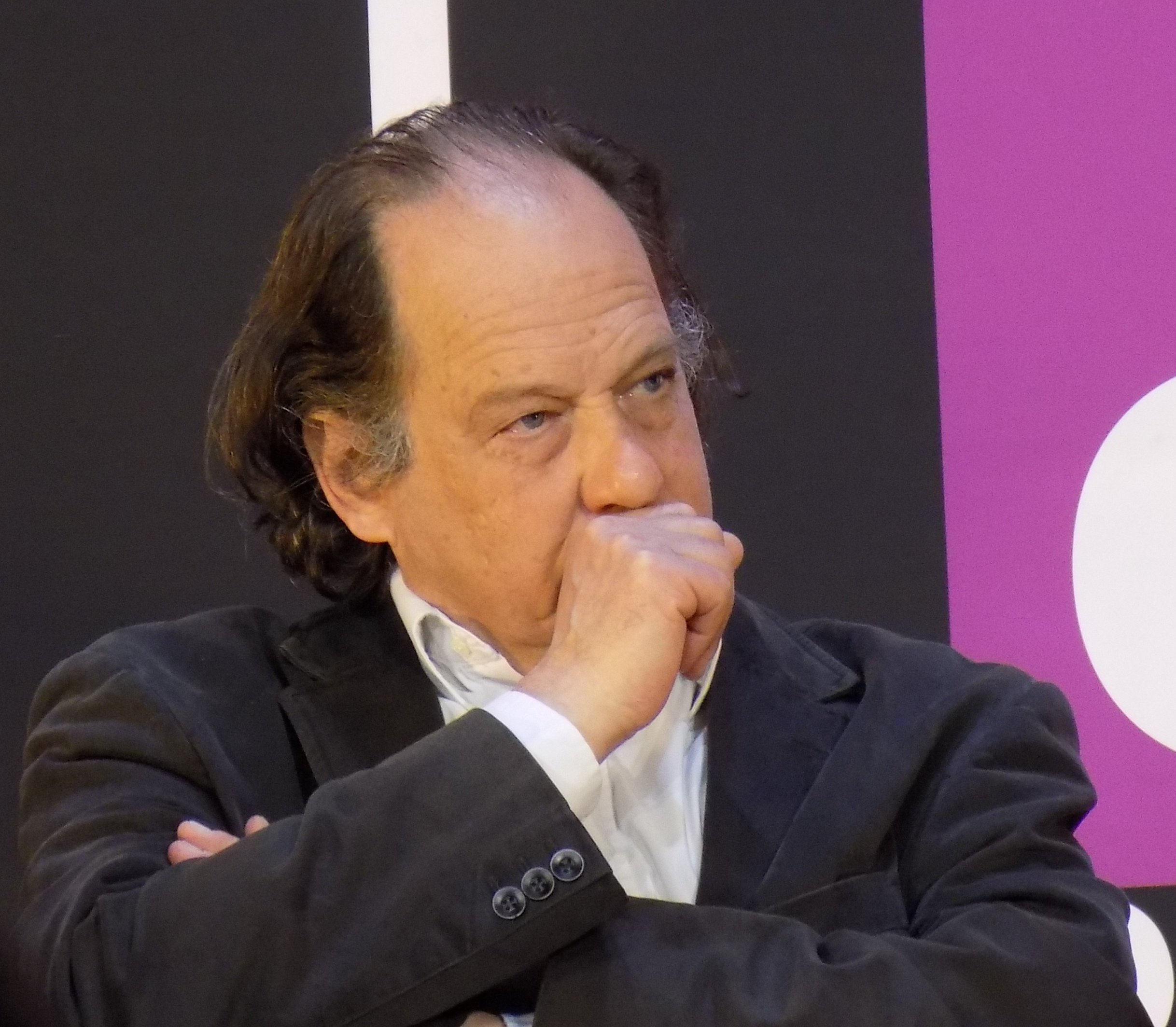
Jean Claude Ameisen, rapporteur de l'avis no 102 du comité consultatif national d'éthique, ici en 2015.

En novembre 2007, le comité consultatif national d'éthique (CCNE), saisi par cinq associations de parents le 10 juillet 2005, rend son avis no 102. Très critique, il incrimine un défaut de prise en charge et souligne la détresse des personnes autistes et de leur famille. D'après ce rapport, « l'absence de diagnostic précoce, de scolarisation en milieu ordinaire et de sociabilisation, conduisent à une perte de chances pour les enfants et à une « maltraitance » par défaut ». Ses conclusions appellent à un diagnostic plus précoce, un accompagnement éducatif individualisé, et un accès aux méthodes pédagogiques adaptées, en particulier aux programmes cognitivo-comportementaux (TEACCH, ABA, PECS...), pour favoriser un apprentissage de la communication verbale et non-verbale. Il soutient aussi l'utilisation transitoire de traitements médicamenteux pour les troubles les plus graves (anxiété, agressivité, automutilation...) et un soutien psychologique et social aux familles,. Il incrimine la diffusion de la thèse de la « mère réfrigérateur » de Bruno Bettelheim comme responsable d'une souffrance inutile des mères d'enfants autistes, et de l'absence d'un accompagnement éducatif adapté. Il note par ailleurs que se développent « des formes intéressantes de participation de psychanalystes à des modalités d’accompagnements et de prises en charge multidisciplinaires fondées sur les approches éducatives recommandées au niveau international ». Il insiste sur la nécessité d'un « accès à un diagnostic fiable et précoce » et d'une « prise en charge éducative précoce et adaptée de l’enfant, en relation étroite avec sa famille, lui permettant de s’approprier son environnement et développant ses capacités relationnelles ».
L'avis du CCNE sur la psychanalyse est critiqué notamment par le psychanalyste Boris Chaffel et la pédopsychiatre Anne-Sylvie Pelloux, qui considèrent l'histoire des théories conceptuelles décrite comme « réductrice et tronquée », et qu'il s'agit essentiellement de la caricature de La Forteresse vide de Bruno Bettelheim, qui a eu des conséquences terribles sur les familles d'enfants autistes. Ils estiment que cet avis occulte les « travaux novateurs » qui ont suivi et permis une « clinique extrêmement fine » à même de « prendre en compte la subjectivité et la créativité de chaque patient ».

### Second Plan Autisme (2008-2010)

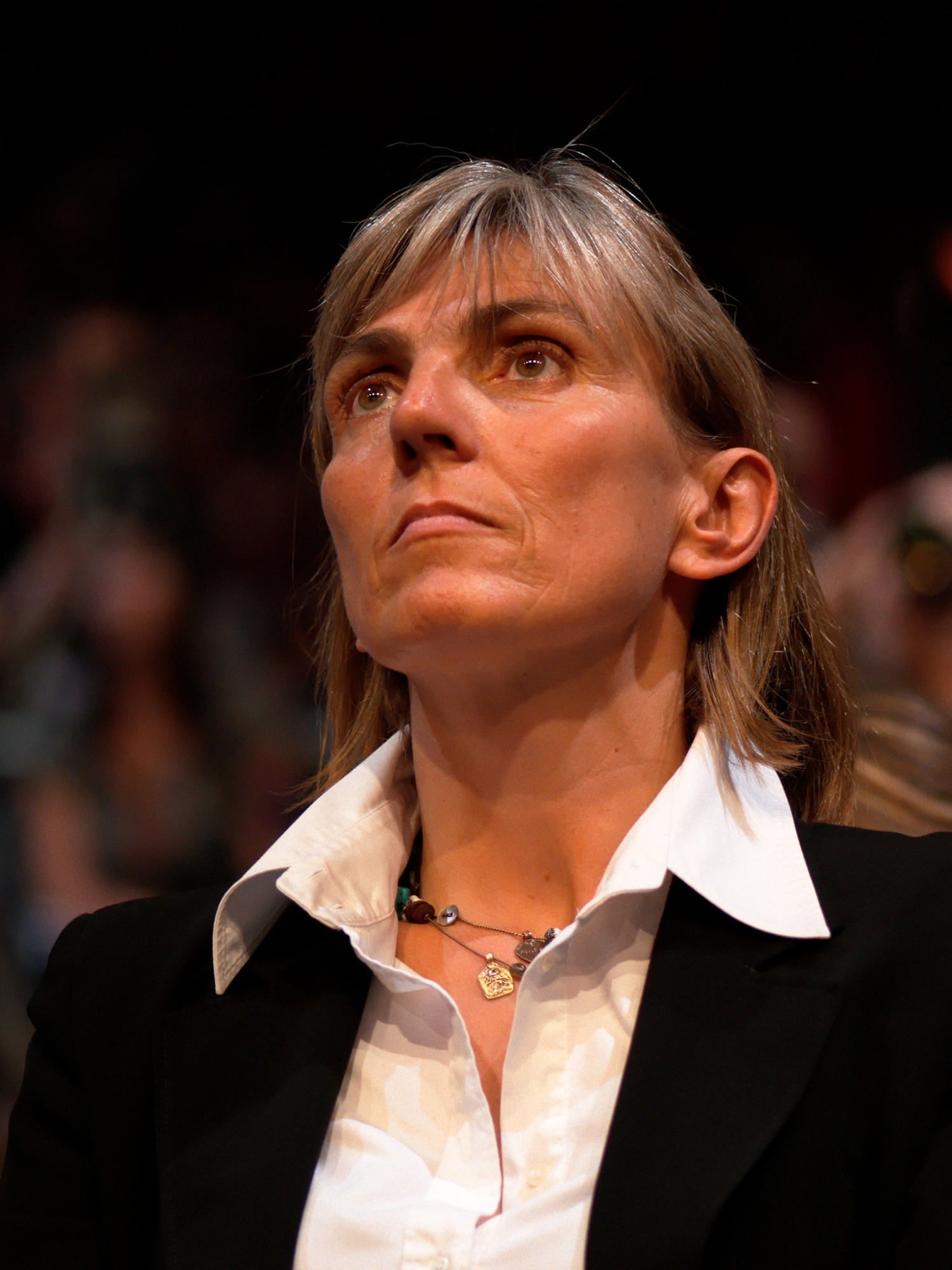
Valérie Létard, initiatrice du second Plan autisme, ici en 2007.

Le second Plan Autisme est lancé en mai 2008 par Valérie Létard. Il comporte trois grands axes, huit objectifs et 30 mesures. Ces trois axes sont une meilleure connaissance de l'autisme pour une meilleure formation, un meilleur repérage pour un meilleur accompagnement, et une diversification des approches dans le respect des droits fondamentaux. 
Sur une période de deux ans, il prévoit la création de 4 100 places en institution pour les enfants et adultes autistes. Les crédits de ce plan financent sept projets expérimentaux d'accompagnement de l'autisme. Le plan préconise aussi un accès facilité au diagnostic, et une prise en charge après celui-ci. Il permet des avancées réelles, notamment la mise en place des comités techniques régionaux de l’autisme (CTRA), et la publication d'une nouvelle recommandation de bonnes pratiques par la Haute autorité de santé. D'après les rapporteurs de l'IGAS, « l'un des acquis majeurs de ce plan a été de reconnaître la place des différentes méthodes d’accompagnement, et en particulier celles d’inspiration comportementale ».

#### Publication du socle commun de la Haute autorité de santé
La Haute Autorité de santé (HAS) se voit confier la réalisation d'un socle de connaissances international, scientifique et pluridisciplinaire, sur l'autisme. Avec l'Agence nationale de l'évaluation et de la qualité des établissements et services sociaux et médico-sociaux (Anesm), elle est chargée de définir les bonnes pratiques. La HAS publie ce socle commun en janvier 2010, et la recommandation de bonnes pratiques en janvier 2012. Elle sert de cœur à la mise en place du 3e plan.

#### Prises de position politiques dans le cadre du deuxième plan
Le 3 février 2010, le Comité des ministres adopte une recommandation relative à la désinstitutionnalisation des enfants handicapés, pour respecter les droits de l'enfant.

#### Bilan du second plan autisme
Valérie Létard publie le bilan du second Plan Autisme fin 2011. Bien que les objectifs ne soient pas atteints, la situation est d'après elle en amélioration, 70 % des créations de places prévues étant réalisées. La scolarisation a également progressé, 25 000 enfants autistes étant désormais intégrés à l'école.

### Troisième Plan Autisme (2013-2017)

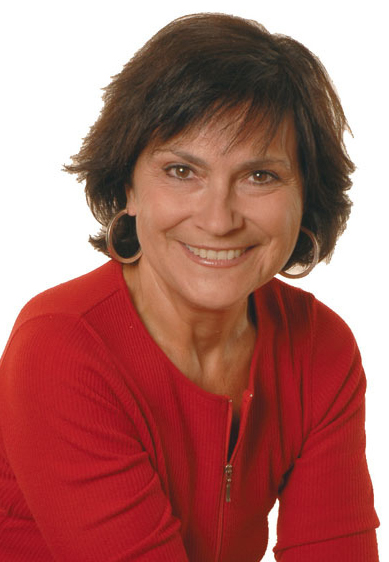
Marie-Arlette Carlotti, initiatrice du troisième Plan Autisme, en 2012.

Le troisième Plan Autisme est annoncé le 2 mai 2013 par Marie-Arlette Carlotti. Il est doté de 205 millions d'euros, soit une augmentation de budget de 18 million d'euros par rapport au précédent plan. Il propose dix mesures à mettre en place jusqu'en 2017,, :
- le diagnostic de l'autisme en vue d'une intervention dès les 18 mois de l'enfant ;
- un soutien à la recherche dans le domaine de l'autisme, et la sensibilisation et la formation des intervenants ;
- la généralisation du diagnostic précoce à 18 mois à proximité du domicile ;
- l'intervention précoce auprès des personnes diagnostiquées, leur accompagnement, le soutien à leur famille ;
- la création de 700 places d'enseignement spécialisées à l'école maternelle, visant à permettre l'intégration des enfants autistes à l'école primaire ordinaire[LI 1] ;
- une hausse des effectifs des Centres Ressources Autisme et des Centres d'action médico-sociale précoce.

Cinq actions sont menées dans le cadre de ce plan : diagnostic précoce, accompagnement depuis l’enfance, soutien aux familles, recherche, et formation des acteurs de l’autisme. Un site internet officiel destiné à centraliser des informations validées par un comité scientifique est mis en ligne par le Ministère des Affaires sociales et de la Santé le 30 novembre 2016, « pour répondre à un besoin impératif d’information claire et fiable ». 

#### Prises de position politiques dans le cadre du troisième plan
Le 1er avril 2016, Ségolène Neuville recommande publiquement les méthodes éducatives et s'oppose à la culpabilisation des mères. Le 13 octobre, Daniel Fasquelle propose une nouvelle résolution « invitant le Gouvernement à promouvoir une prise en charge de l'autisme basée sur les recommandations de la Haute Autorité de santé ». La résolution est rejetée.

#### Bilan du troisième plan
Najat Vallaud-Belkacem souligne des progrès en matière de scolarisation, 26 347 enfants autistes ayant été scolarisés sur l'année 2014-2015 — contre 23 545 l'année précédente —, et 50 emplois dédiés supplémentaires mis en place pour 2016-2017. Le rapport de l'Inspection générale des affaires sociales et de l'Inspection générale de l'éducation nationale pointe trois faiblesses majeures, en matière d'épidémiologie, d'implication des professionnels de santé concernés, et de pilotage au niveau régional, conséquence de la loi relative à la délimitation des régions. Selon le journaliste Éric Favereau pour Libération, les pouvoirs publics ont débloqué des budgets et des progrès réels sont constatés dans l’insertion scolaire, avec un dépistage plus fin et précoce pour les enfants. L'accompagnement est cependant encore très loin d'être décent, en particulier pour les adultes. De plus, une partie de la somme allouée au plan n'a pas été affectée.

### Quatrième plan autisme (2018-2022)

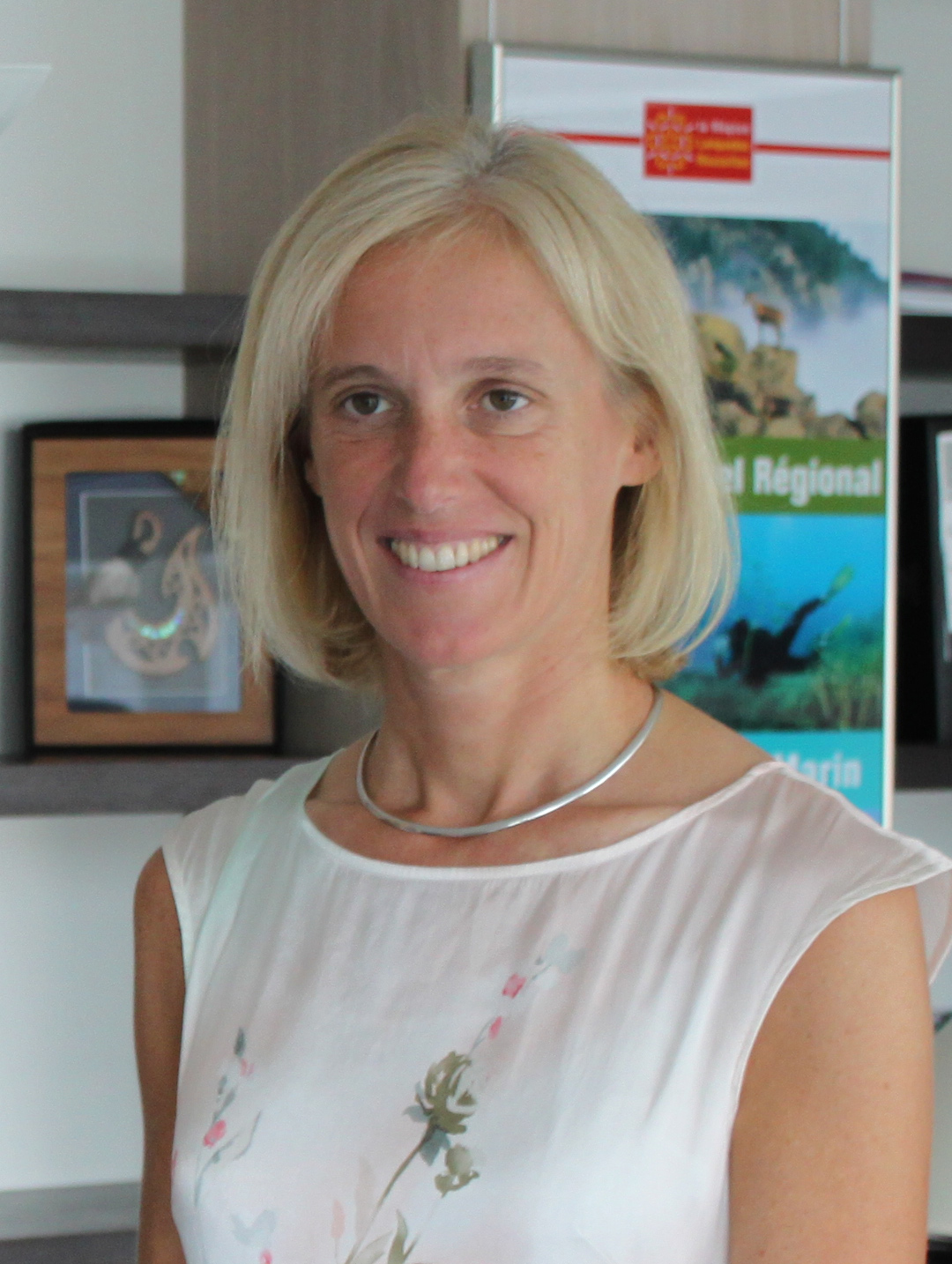
Ségolène Neuville, Secrétaire d'État chargée des personnes handicapées et de la lutte contre l'exclusion.

Lors de la conférence nationale du handicap 2016, François Hollande annonce la préparation du quatrième Plan autisme, pour une application de 2018 à 2022. En mars et avril 2017, une commission de scientifiques internationaux (suédois, espagnols, belges, québécois et américains, notamment) est réunie afin de définir de bonnes pratiques d'accompagnement. Le quatrième plan prévoit une meilleure intégration de l'autisme aux politiques générales du handicap et aux autres troubles neuro-développementaux, un meilleur accès aux soins somatiques, et un accent sur l'éducation et l'apprentissage.

#### Rapport de Josef Schovanec
Dans le cadre de la préparation du quatrième plan, une mission est confiée à Josef Schovanec, portant sur « la formation, l’insertion et l’activité professionnelles des adultes autistes ». Ce rapport pour Ségolène Neuville est remis le 16 mars 2017. Il propose de rééquilibrer les budgets, afin de mieux prendre en compte les « divers aspects liés à la vie des personnes ». 

#### Prises de position politiques dans le cadre du quatrième plan
Lors du débat du second tour de l'élection présidentielle française de 2017, les candidats Emmanuel Macron et Marine Le Pen promettent tous deux la création de places pour les enfants en institution spécialisée. Sophie Cluzel et Emmanuel Macron promettent en août 2017 que des auxiliaires de vie scolaire (AVS) seront recrutées en nombre suffisant pour permettre la scolarisation des élèves autistes, mais une enquête réalisée par quatre associations françaises début septembre 2017 auprès de 1668 personnes montre qu'un tiers des élèves autistes sont privés d'AVS.

## Critiques
Le troisième plan autisme connaît une réception contrastée : des associations reconnaissent une orientation positive vers les recommandations de la HAS de 2012, d'autres évoquent le besoin d'une politique sur la durée de formation des intervenants et de créations de places en milieu scolaire.
Le psychanalyste Charles Melman s'oppose au troisième plan autisme (qu'il qualifie de « plan catastrophique »), en raison de l'exclusion de la psychanalyse des approches consensuelles de prise en charge. Il lance un recours avec l'association lacanienne internationale contre ce plan.

### Note
1. ↑  Mais pas exclusivement. Voir le commentaire du psychiatre et rédacteur en chef de la revue Perspective Psy, Jean-Marc Guillé : Jean-Marc Guillé, « Politiques publiques, discours et pratiques professionnelles autour de l'autisme », Perspectives Psy, EDK, Groupe EDP Sciences, vol. Vol. 47, no 2,‎ 1er juin 2008 (ISSN 0031-6032, résumé, lire en ligne).

#### Sources officielles
- « L'autisme », Ministère des Affaires sociales et de la Santé (consulté le 21 mars 2017)

1. 1 2  « Le plan autisme 2013 - 2017 » (consulté le 5 novembre 2024).

- [CCNE 2007] Comité consultatif national d'éthique pour les Sciences de la Vie et de la Santé, « Sur la situation en France des personnes, enfants et adultes, atteintes d’autisme. Avis No 102 », 2007.

1. ↑  CCNE 2007, p. 25.
2. ↑  CCNE 2007, p. 1.
3. ↑  CCNE 2007, p. 2.
4. 1 2 3  CCNE 2007, p. 23.
5. ↑  CCNE 2007, p. 7.
6. ↑  CCNE 2007, p. 13.
7. ↑  CCNE 2007, p. 5.
8. ↑  CCNE 2007, p. 6.

- [HAS 2010] « Autisme et autres troubles envahissants du développement : État des connaissances hors mécanismes physiopathologiques, psychopathologiques et recherche fondamentale », Haute Autorité de santé, janvier 2010.

- [HAS 2012] « Autisme et autres troubles envahissants du développement : interventions éducatives et thérapeutiques coordonnées chez l’enfant et l’adolescent », Haute Autorité de santé, mars 2012.

- [IGAS 2017] Claire Compagnon, Gilles Petrault et Delphine Corlay, « Évaluation du 3ème plan autisme dans la perspective de l’élaboration d’un 4ème plan », Inspection générale des affaires sociales et Inspection générale de l'éducation nationale, mai 2017

1. 1 2  IGAS 2017, p. 14.
2. 1 2 3 4 5  IGAS 2017, p. 15.
3. ↑  IGAS 2017, p. 5.
4. ↑  IGAS 2017, p. 7.
5. ↑  IGAS 2017, p. 8.

- [Létard 2011] Valérie Létard, « Évaluation de l’impact du Plan Autisme 2008-2010 », décembre 2011

- [Prado 2012] Christel Prado (dir.), « Le coût économique et social de l’autisme », Conseil économique, social et environnemental, octobre 2012 (consulté le 4 juin 2016)

- [Schovanec 2017] Josef Schovanec, « Rapport présenté à la Secrétaire d'Etat chargée des Personnes handicapées et de la Lutte contre l'exclusion sur le devenir professionnel des personnes autistes », Ministère des affaires sociales et de la santé, mars 2017

1. ↑  Schovanec 2017, p. 22.

- Autres sources officielles

1. ↑  « Circulaire interministérielle du 08 mars 2005 relative à la politique de prise en charge des personnes atteintes d'autisme et de troubles envahissants du développement (TED) » [PDF], circulaire.legifrance.gouv.fr, relu le 19 juin 2013 (consulté le 23 mars 2017).
2. ↑  « Le troisième plan autisme », sur www.gouvernement.fr, 2 mai 2013.
3. ↑  « Lancement du site officiel www.autisme.gouv.fr - Invitée d'honneur Mathilda May  - Invitations presse » [archive du 14 janvier 2017], sur social-sante.gouv.fr, Ministère des Affaires sociales et de la Santé, 30 novembre 2016 (consulté le 19 décembre 2016).
4. ↑  « Lancement du site officiel www.autisme.gouv.fr - Dossiers de presse », sur social-sante.gouv.fr, Ministère des Affaires sociales et de la Santé, 30 novembre 2016 (consulté le 19 décembre 2016).
5. ↑  « Ségolène Neuville : "La psychanalyse ne fait pas partie des méthodes recommandées pour les enfants autistes !" », La Chaîne parlementaire, 1er avril 2016 (consulté le 2 avril 2016).
6. ↑  Daniel Fasquelle, « N° 4134 (rectifié) Proposition de résolution invitant le Gouvernement à promouvoir une prise en charge de l’autisme basée sur les recommandations de la Haute Autorité de santé », Assemblée nationale, 13 octobre 2016 (consulté le 28 mars 2017).
7. ↑  Najat Vallaud-Belkacem, « Scolarisation des élèves présentant des troubles autistiques ou des troubles envahissants du développement : 50 emplois dédiés pour l'année scolaire 2016-2017 », Ministère de l'Éducation nationale, de l'Enseignement supérieur et de la Recherche, 15 février 2016 (consulté le 22 mars 2017).
8. 1 2  « Préparation du 4ème Plan Autisme », Ministère des Affaires sociales et de la Santé, 2 décembre 2016 (consulté le 22 mars 2017).
9. ↑  « Réunion de la commission scientifique internationale sur l’autisme », Ministère des Affaires sociales et de la Santé, 16 mars 2017 (consulté le 22 mars 2017).

#### Articles de revues
1. ↑  Anne-Sylvie Pelloux et Boris Chaffel, « Éditorial. Le ccne se prononce sur l’autisme », Enfances&Psy, ERES, vol. n°38, no 1,‎ 27 mai 2008 (ISBN 9782749209029, ISSN 1286-5559, DOI 10.3917/ep.038.0006, résumé, lire en ligne).